# Stara Schadowa
Stara Schadowa (ukrainisch Стара Жадова; russisch Старая Жадова Staraja Schadowa, rumänisch Jadova deutsch bis 1918 Żadowa) ist ein Dorf in der ukrainischen Oblast Tscherniwzi mit etwa 2400 Einwohnern (2001).

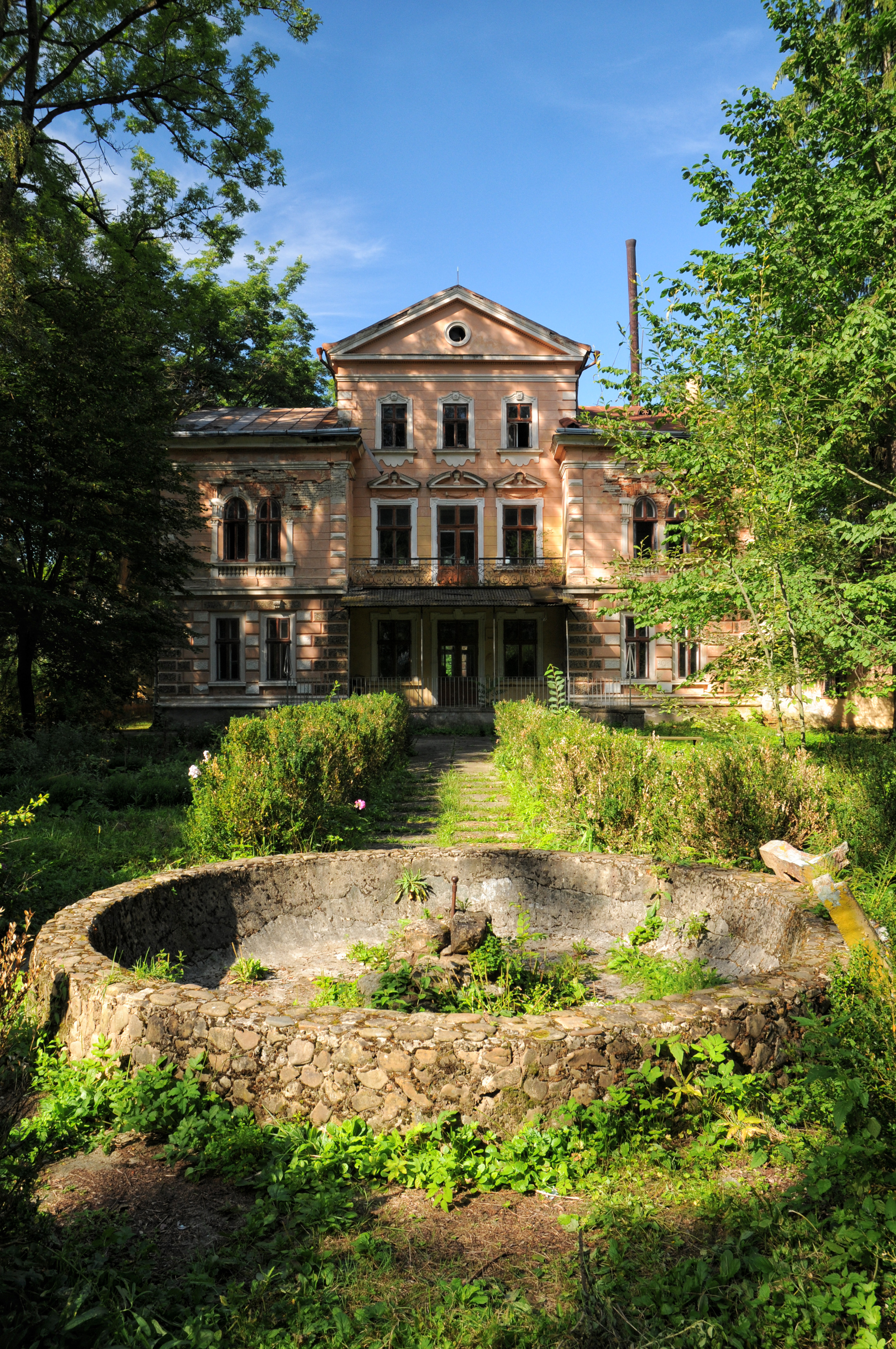
Herrenhaus (heute Kindersanatorium) im Dorf

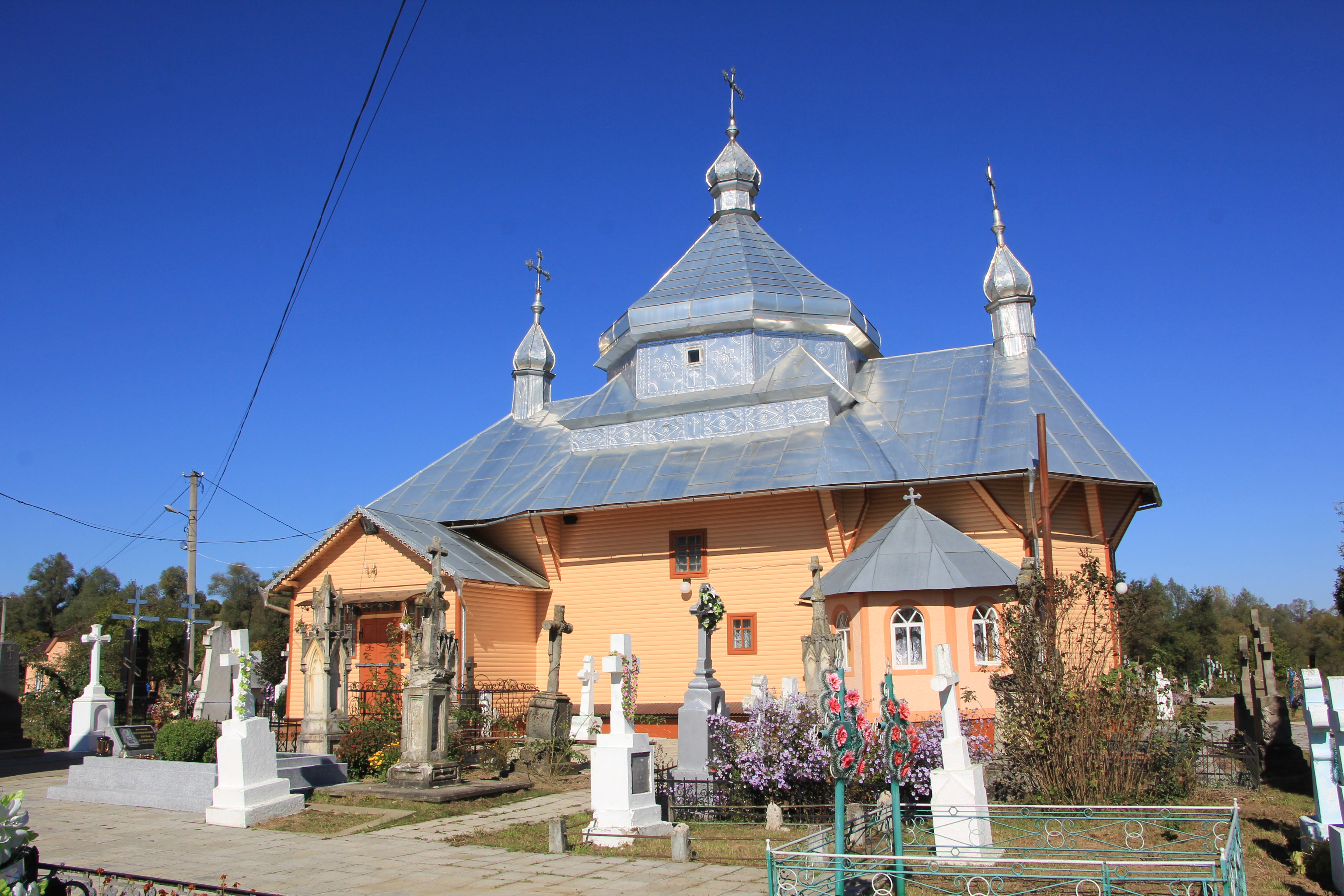
Kirche des Hl. Erzengels Michael; Holzkirche von 1806

In der Ortschaft befindet sich die Kirche des Hl. Erzengels Michael, eine im Jahr 1806 errichtete Holzkirche, sowie ein in einem Park gelegenes Herrenhaus, das  1893 erbaut wurde.
Das erstmals am 15. März 1490 schriftlich erwähnte Dorf liegt auf einer Höhe von 397 m am Ufer des Sereth, einem 726 km langen, linken Nebenfluss der unteren Donau, 18 km nordwestlich vom ehemaligen Rajonzentrum Storoschynez und 40 km westlich vom Oblastzentrum Czernowitz.
Durch das Dorf verläuft die Regionalstraße P–62. Es besitzt eine Bahnstation an der Bahnstrecke Hlyboka–Berehomet.
Am 22. September 2017 wurde das Dorf ein Teil der Stadtgemeinde Storoschynez im Rajon Storoschynez, bis dahin bildete es zusammen mit den Dörfern Dibriwka (Дібрівка), Kossowanka (Косованка) und Nowa Schadowa (Нова Жадова) die Landratsgemeinde Stara Schadowa (Старожадівська сільська рада/Staroschadiwska silska rada) im Nordwesten des Rajons.
Seit dem 17. Juli 2020 ist der Ort ein Teil des Rajons Tscherniwzi.

## Persönlichkeiten
Im Dorf kamen der Obersthofmeister, Feldmarschallleutnant und General Anatol Graf von Bigot de Saint-Quentin (1849–1932) und der israelische Schriftsteller Aharon Appelfeld (1932–2018) zur Welt. Der Metropolit der Orthodoxen Kirche der Ukraine Epiphanius (* 1979) wuchs in Stara Schadowa auf.